# 欣古河

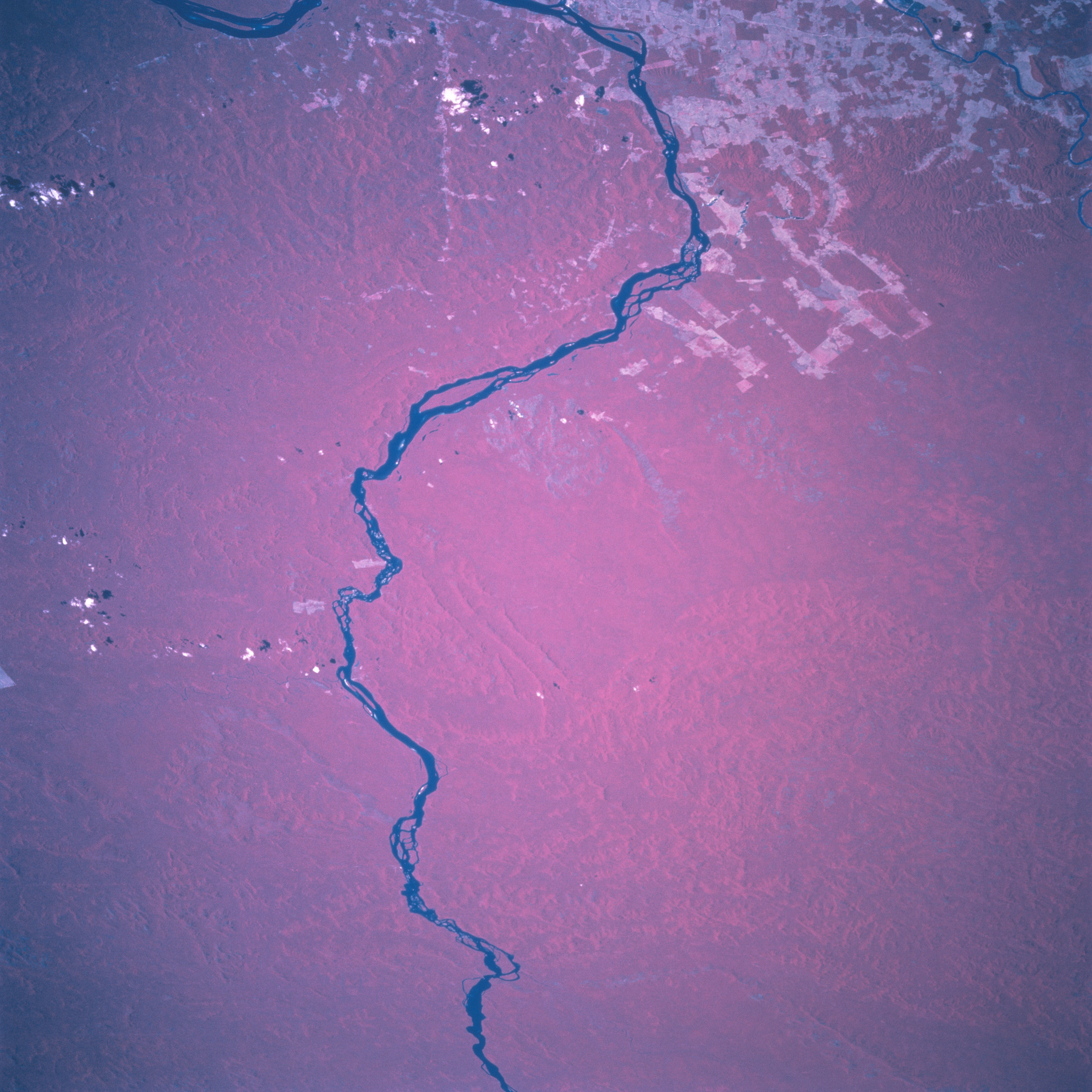
從太空拍攝欣古河下游

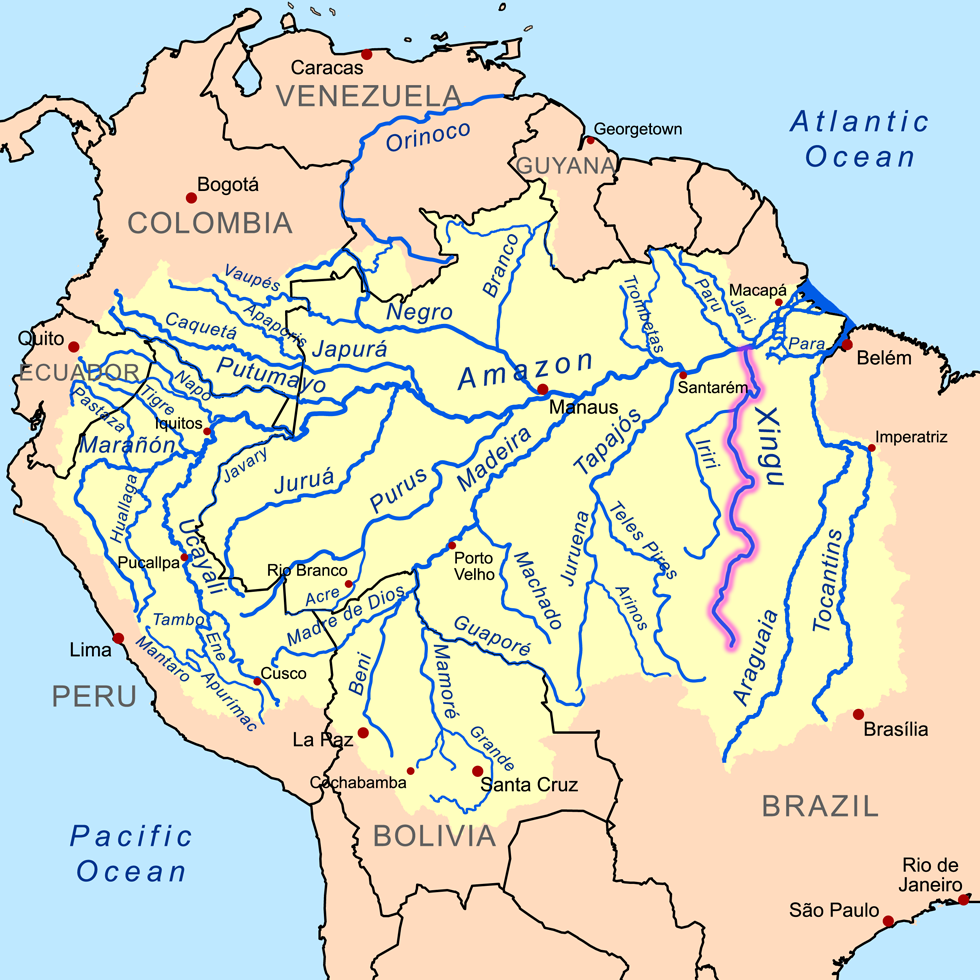
黃色範圍為亞馬遜盆地，紫色範圍為欣古河

欣古河（葡萄牙語：Rio Xingu），巴西東北部河流，長1979公里，為亞馬遜河的東南支流。
欣古河源出巴西中部马托格罗索高原北麓，向北流至大古鲁帕岛以南注入亞馬遜河。该河上游多急流，下游宽广。
3°28′10″S 51°55′57″W / 3.46956°S 51.93237°W